# Francisco d’Andrade
Francisco d’Andrade (ur. 11 stycznia 1859 w Lizbonie, zm. 8 lutego 1921 w Berlinie) – portugalski śpiewak operowy, baryton.

## Życiorys
Był uczniem Corrada Miragli i Sebastiano Ronconiego. Na scenie zadebiutował w 1882 roku w San Remo rolą Amonasra w Aidzie Giuseppe Verdiego. Występował we Włoszech, Portugalii i Hiszpanii. W latach 1886–1890 występował w Covent Garden Theatre w Londynie w tytułowej roli w Rigoletcie Giuseppe Verdiego. Uczestniczył w prapremierowym wykonaniu opery Donna Bianca Alfredo Keila (Lizbona 1888). Śpiewał także na festiwalu w Salzburgu. W latach 1891–1910 występował w operze we Frankfurcie nad Menem. Od 1906 do 1919 roku związany był z Königliche Oper w Berlinie.
Zasłynął jako odtwórca tytułowej partii w Don Giovannim W.A. Mozarta. Został sportretowany w tej roli przez Maxa Slevogta.